# شهرستان نیانداروا
شهرستان نیانداروا (به لاتین: Nyandarua County) یک شهرستان در کنیا است. شهرستان نیانداروا ۳٬۱۰۷٫۷ کیلومتر مربع مساحت و ۶۳۸٬۲۸۹ نفر جمعیت دارد.